# 야코뷔스 헨리퀴스 판트호프
야코뷔스 헨리퀴스 판트호프(네덜란드어: Jacobus Henricus van 't Hoff, 1852년 8월 30일 ~ 1911년 3월 1일)는 네덜란드의 물리화학자, 유기화학자이며 반응 속도·화학 평형·삼투압에 관해 연구한 공로로 1901년 최초의 노벨 화학상을 받았다.

## 인물
야코부스 헨리쿠스 반트호프는 네덜란드의 물리화학자로, 현대 화학의 여러 이론적 기초를 다진 인물이다. 1852년 8월 30일 로테르담에서 태어난 그는 1911년 3월 1일 독일 스테글리츠에서 58세의 나이로 사망했다. 그는 암스테르담 대학교와 베를린 대학교를 거치며 활발한 연구 활동을 이어갔으며, 1901년에는 화학 분야 최초의 노벨상을 수상하게 된다. 그의 업적은 현대 화학, 특히 물리화학과 입체화학의 기초를 다지는 데 중요한 역할을 했다.
네덜란드 로테르담에서 의사의 아들로 태어났다. 본 대학교와 레이던 대학교에서 배우고 파리에 유학하였다. 탄소 화합물의 4면체 구조를 연구하여 입체 화학의 기초를 확립하고 광학적 이성체의 문제를 해결하였다. 1878년 암스테르담 대학교 교수가 되고, 1884년 《화학 역학의 연구》를 발표하여 삼투압의 법칙을 수립하였다. 1896년 베를린 훔볼트 대학교 교수로 있으면서, 스타트필드의 암염층을 연구하여 그 생성 원인을 밝히고 식물체 산화 작용의 역학적 연구 등 화학 발전에 공헌하였고, 1901년 삼투압에 대한 연구의 공로로 제1회 노벨 화학상을 받았다.
또한 반트호프는 물리화학 분야에서 중요한 업적을 남겼다. 1884년 그는 '화학 동력학 연구(Études de Dynamique chimique)'라는 저서에서 화학 반응 속도와 화학 평형에 대한 이론을 수립하며 물리화학의 기초를 세웠다. 그는 반응의 차수를 그래픽으로 나타내는 새로운 방법을 제안하고, 화학 평형 상태에 열역학의 법칙을 적용하였다. 이 연구는 후에 용액의 성질을 설명하는 반트호프 방정식과 반트호프 인자를 정의하는 데 기초가 되었고, 화학 열역학과 반응 속도의 개념을 발전시키는 데 기여했다.

## 수상 경력
- 1893년 : 데비 메달
- 1901년 : 노벨 화학상

## 참고 문헌
- E. W. Meijer (2001). “Jacobus Henricus van 't Hoff; Hundred Years of Impact on Stereochemistry in the Netherlands”. 《Angewandte Chemie International Edition》 40 (20): 3783. doi:10.1002/1521-3773(20011015)40:20<3783::AID-ANIE3783>3.0.CO;2-J.
- Trienke M. van der Spek (2006). “Selling a Theory: The Role of Molecular Models in J. H. van 't Hoff's Stereochemistry Theory”. 《Annals of Science》 63 (2): 157. doi:10.1080/00033790500480816.
- Kreuzfeld HJ, Hateley MJ. (1999). “125 years of enantiomers: back to the roots Jacobus Henricus van 't Hoff 1852-1911”. 《Enantiomer》 4 (6): 491–6. PMID 10672458.
- Patrick Coffey, Cathedrals of Science: The Personalities and Rivalries That Made Modern Chemistry, Oxford University Press, 2008. ISBN 978-0-19-532134-0
- Hornix WJ, Mannaerts SHWM, van't Hoff and the emergence of Chemical Thermodynamics, Delft University Press, 2001, ISBN 90-407-2259-5